# 城巴海洋公園車廠

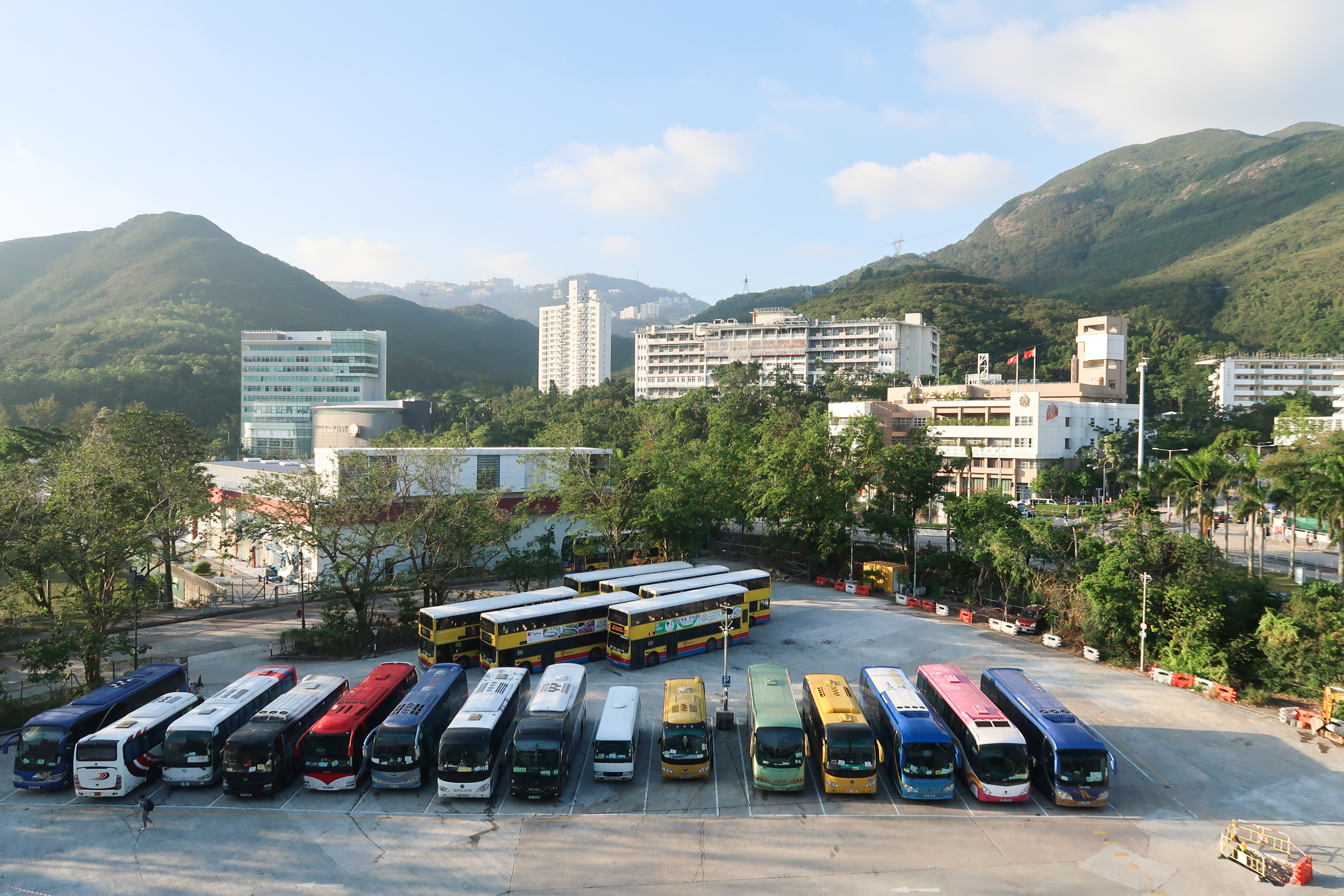
城巴海洋公園車廠

城巴海洋公園車廠（英語：Citybus Ocean Park Depot），俗稱「海廠」，是一個城巴車廠，位於黃竹坑海洋公園道。海洋車廠廠徽為S。
海洋公園車廠最初設有兩部份，分別是位於舊海洋公園總站以北的A場（又稱「細場」），以及位於海洋公園道以北、黃竹坑體育館東側的B場（又稱「大場」）。

## 細場
細場位於黃竹坑海洋公園道SHX 844號短期租約地段及鄉郊建屋地段（RBL）第1020號，佔地約3,350平方米，主要作用包括入油及洗車。為配合政府收回土地興建新海洋公園公共運輸交匯處及擴建海洋公園，此廠於2006年12月8日起關閉，而入油及洗車則改在香葉道的新巴黃竹坑車廠進行。
現時細場已改建為海洋公園公共運輸交匯處，而舊海洋公園總站則改建為停車場及新入口。

## 大場
大場位於黃竹坑海洋公園道第SHX 956號短期租約土地，佔地約為11,300平方米，主要供泊車用，亦是城巴629線巴士候命的地方。此處曾稱為黃竹坑車廠，現時廠外亦有一塊印有「黃竹坑車廠」的鐵牌。此處亦曾經安裝架空電纜等，作試驗無軌電車之用。另外在海洋公園有蓋停車場投入服務前，假若海洋公園停車場爆滿，此廠亦會開放部分地方作海洋公園的臨時停車場。為配合政府收回土地興建港鐵南港島綫，大場雖然名義上已在2011年5月23日早上起停用，但直至2011年11月仍有城巴巴士停泊於車廠部分位置。及至2016年海洋公園站落成後，承建商把地盤內部份空地重鋪後交還城巴作車廠用途，並在原有入口旁新增一個出口，該延伸部份定於2016年10月30日下午三時開始運作。
同年11月7日，車廠每日09:00至20:00會開放40個泊車位予其他非專營巴士停泊，車輛入場前須向場內保安登記及索取泊車證。